# Avre (Eure)
Avre (Eure) é um rio localizado na França.